# ZeD
ZeD (ゼッド?, Zeddo) è un manga scritto da Katsuhiro Ōtomo e disegnato da Tai Okada, adattato dall'OAV Roujin Z, scritto dallo stesso Ōtomo e diretto da Hiroyuki Kitakubo.
In Italia è stato pubblicato da Star Comics nel 2007.

## Trama
Tokyo, seconda metà degli anni novanta: con l'invecchiamento della popolazione sta diventando più difficile occuparsi della cura degli anziani e al Ministero della Sanità si decide di sperimentare un letto robotizzato, denominato Z-001, gestito da un computer in grado di occuparsi di tutti i bisogni fisiologici dei soggetti. Per la sperimentazione viene scelto un vecchio invalido, Kijuro Akazawa. Haruko è la giovane infermiera volontaria che si occupa del vecchio Kijuro ed è preoccupata dalla mancanza di amore umano della macchina, ma non viene ascoltata. Grazie al computer Kijuro riesce ad inviare un messaggio di aiuto. Le autorità tentano di fermarla, ma la macchina prende coscienza di sé e si trasforma. La polizia però riesce a fermarla. In seguito Haruko chiede aiuto a un vecchio hacker che riesce a far ripartire l'apparecchio facendogli assumere la personalità della defunta moglie di Kijuro, Haru. Il prototipo si dirige quindi verso il mare, che il vecchio desidera rivedere. La polizia tenta di fermarlo con vari mezzi, ma questo riesce a inglobare tutte le macchine che incontra. Si scopre quindi che il vero scopo del progetto era l'uso militare. Haruko comunque riesce a fermare il modello Z-001 e Kijuro riesce a rivedere il mare. Nell'ultima scena però la macchina, che nel frattempo ha inglobato anche una enorme statua di Buddha, torna a cercare Kijuro, ricoverato in ospedale.